# 駅ピアノ・空港ピアノ・街角ピアノ

『駅ピアノ・空港ピアノ・街角ピアノ』とは、2018年からNHKのBS放送を中心に、以下のタイトルで放送されるドキュメンタリー・紀行・音楽番組シリーズの総称。
- 『駅ピアノ』（えきピアノ）
- 『空港ピアノ』（くうこうピアノ）
- 『街角ピアノ』（まちかどピアノ）

『駅・空港・街角ピアノ』や『○○ピアノ』とも称され、またシリーズの総称として『街角ピアノ』と呼ぶ場合もある。タイトルが異なるのはその回の内容（ロケ地）によって使い分けているためであり、実質的には同一番組である。

## 概要
世界各地の駅や空港、その他公共スペースに置かれたストリートピアノ（街角ピアノ）に定点カメラを設置し、思い思いにピアノを演奏したり、その音色に耳を傾ける人々の様子をノーナレーションで紹介する。
NHKクロニクル（NHKアーカイブス）などによると、番組のルーツはBS1のミニドキュメンタリー番組『地球リアル』。イタリアのパレルモ空港にあるストリートピアノを取材した「空港ピアノ～イタリア・シチリア島～」が2017年11月4日に初回放送された後、この回の内容が単独番組化し、『空港ピアノ』のタイトルで2018年1月13日以降随時放送されるようになった。
その後、シリーズ2か所目となるアムステルダム中央駅をロケ地とした2018年3月30日未明放送分から『駅ピアノ』のタイトルを使用。さらにガーデンズ・バイ・ザ・ベイ（シンガポールの植物園）をロケ地とした2020年5月31日放送分から『街角ピアノ』のタイトルも使われるようになった。
国内を最初に取材したのは、2020年1月17日初回放送の駅ピアノ「神戸・西神中央駅」。
メインの放送チャンネルはBS1（2023年12月のBSチャンネル再編後はBS）であるが、2019年以降は4Kでも制作されBS4K（再編後はBSプレミアム4K）にて随時放送。また再編前のBSプレミアム、地上波の総合テレビ、Eテレでも特別編成等による放送実績がある。
放送時間は1回15分間が基本だが、ほかにも25分版や45分版などのバリエーションがある。
デジタル・コンテンツ・オブ・ジ・イヤー'24／第30回 AMDアワード（一般社団法人デジタルメディア協会主催）の年間コンテンツ賞「優秀賞」を受賞。

## レギュラー放送時間
括弧書きは編成計画上のタイトル。
2020年度（前期のみ）
- BS1 日曜 13:00 - 13:45（○○ピアノ・選）

2021年度
- BS1 月 - 金 12:00 - 12:15（○○ピアノ・選）

2024年度 前期
- BS 月 - 金 12:00 - 12:30

2024年度 後期
- BS 月曜 6:00 - 6:30（駅／空港／街角ピアノ 選）

2025年度 前期
- BSP4K 月 - 金 6:00 - 6:15（駅／空港／街角ピアノ 15min）

2025年度 後期
- BS 月曜 6:00 - 6:30、金 10:30 - 11:00（駅／空港／街角ピアノ 選）
- BSP4K 月 - 金 6:00 - 6:15（駅／空港／街角ピアノ 15min）

レギュラー編成枠は傑作選が中心であり、それらのない期間も含め、新作は随時制作・放送される。

## 主な特別編
駅・空港・街角ピアノ スペシャル
BS1にて2020年6月13日初回放送。視聴者からのリクエストを基にテーマ別に過去の名場面を紹介した。ナビゲーター:上白石萌音／出演:立川談笑、森崎ウィン、さだまさし／ナレーション:森下絵理香。
家ピアノ
BS1にて2020年6月28日初回放送。新型コロナウイルス感染拡大に伴いコンサート自粛等の影響を受けた著名人が自宅でのピアノ演奏を披露した番外編。出演:久石譲、千住明、東儀秀樹・典親親子、ふかわりょう、森村献、ゆりやんレトリィバァ、田代万里生、西郷真悠子。
ピアニストロケシリーズ
著名なピアニストが旅人となって、各地のストリートピアノを巡りながらその土地の音楽文化に触れる特別編。
- 「ハラミちゃん パリを行く」[12] - BS4Kで2023年3月25日、BS1で同年4月16日初回放送。新生BSチャンネル最初の番組として、同年12月1日0時10分からも再放送された。語り:三宅民夫。
- 「角野隼斗 ニューヨークを行く」[13] - BS1で2023年10月7日、4K放送ではBSP4Kへ再編後の2024年1月2日初回放送。語り:上白石萌音。
- 「ハラミちゃん ロンドンを行く」[14][15] - BSP4Kで2024年3月26日、BSで同年5月4日初回放送。語り:三宅民夫。
- 「大江千里 ニューオーリンズを行く」[16] - BSP4Kで2024年8月31日、BSで同年9月14日初回放送。語り:秀島史香。
- 「ガルシア・ガルシア 日本を行く」[17] - BSP4Kで2025年2月15日、BSで同年3月1日初回放送。語り:上白石萌音。
- 「ハラミちゃん ブラジルを行く」[18] - BSP4Kで2025年3月30日、BSで同年5月17日初回放送。語り:三宅民夫。
- 「角野隼斗 ポーランドを行く」[19] - BSP4Kで2025年8月10日、BSで同年8月16日初回放送。

## スタッフ
- 制作 : NHKグローバルメディアサービス
- 制作・著作 : NHK、デジタルSKIPステーション[20]